# 杨昆 (1961年)
杨昆（1961年12月2日—），原名杨崑，中国大陆女演员。曾两度获得中国电视金鹰奖最佳女配角奖。她以塑造多样的母亲、婆婆角色著称，被称为“婆婆妈妈专业户”“收视辣妈”。

## 生平
1961年12月2日出生于云南昆明，父母是昆明军区文工团的演员。1981年，考入上海戏剧学院，毕业后被分配到广西话剧团，后辞职赴上海发展，成为上海首批个体户演员。
1989年，凭借电视剧《十六岁的花季》中“童老师”一角走进观众视野。1993年，凭电视剧《洋行里的中国小姐》获得第13届大众电视金鹰奖最佳女配角奖。1999年，出演电视剧《婆婆媳妇小姑》小姑子仇家珠一角，获得第17届中国电视金鹰奖最佳女配角奖。因外形限制，其戏路逐渐转向“市井小人物”和“婆婆、妈妈”类角色，代表作有《打狗棍》《生活启示录》《欢乐颂2》《欢迎光临》等。